# Axel Schultes
Axel Schultes (ur. 17 listopada 1943 w Dreźnie) – niemiecki architekt.

## Życiorys
W roku 1969 ukończył studia architektoniczne na Politechnice w Berlinie. W latach 1969–1991 partnerował w biurze BJSS – Bangert Jansen, Scholz, Schultes. Od roku 1992 prowadzi z Charlotte Frank własne biuro w Berlinie.

## Główne dzieła

### Wybrane zrealizowane projekty konkursowe
- 1980 – Centrum szkolenia zawodowego w Emden
- 1985 – Kościół ewangelicki w Hanowerze
- 1991 – Gmach Ministerstwo Gospodarki i Techniki w Wiesbaden
- 1992 – Muzeum Sztuki w Bonn
- 1992 – Krematorium Baumschulenweg w Berlinie
- 1993 – Kompleks biurowy Welfenplatz w Hanowerze
- 1994 – Kanzleramt w Berlinie[1]

### Niezrealizowane projekty złożone w konkursach międzynarodowych
- 1988 – Muzeum Historyczne Niemiec w Berlinie
- 1989 – Bibliotheca Alexandrina w Aleksandrii
- 1989 – Tokyo International Forum w Tokio
- 1990 – Expo-Pavillion w Sewillii
- 1991 – Stary Rynek w Dreźnie
- 1991 – Fiedrichstadtpassagen w Berlinie
- 1991 – Plac Poczdamski w Berlinie
- 1993 – Spreebogen w Berlinie
- 1994 – Neues Museum w Berlinie
- 1994 – Spreeinsel w Berlinie